# روبن کناب
روبن کناب (هلندی: Ruben Knab؛ زادهٔ ۱۹ فوریهٔ ۱۹۸۸) قایقران روئینگ اهل هلند است.
وی در مسابقات کشوری و بین‌المللی در مجموع برندهٔ ۳ مدال نقره، ۷ مدال برنز شده است.